# Championnats d'Europe de marathon (canoë-kayak) 2001
Navigation
1999 2003
Les 4e championnats d'Europe de marathon en canoë-kayak de 2001 se sont tenus à Győr en Hongrie, sous l'égide de l'Association européenne de canoë.

## Podiums

### Sénior

#### K1
| Rang               | Athlète           | Pays    | Temps           |
| ------------------ | ----------------- | ------- | --------------- |
| Médaille d'or      | Manuel Busto      | Espagne | 2 h 36 min 04 s |
| Médaille d'argent  | Attila Jambor     | Hongrie | 2 h 37 min 14 s |
| Médaille de bronze | Magnus Siverbrant | Suède   | 2 h 37 min 46 s |

| Rang               | Athlète             | Pays    | Temps           |
| ------------------ | ------------------- | ------- | --------------- |
| Médaille d'or      | Elisabetta Introini | Italie  | 2 h 54 min 08 s |
| Médaille d'argent  | Mara Santos         | Espagne | 2 h 54 min 13 s |
| Médaille de bronze | Marianne Fjeldheim  | Norvège | 2 h 54 min 16 s |

#### K2
| Rang               | Athlète                       | Pays     | Temps           |
| ------------------ | ----------------------------- | -------- | --------------- |
| Médaille d'or      | István Salga Attila Jambor    | Hongrie  | 2 h 25 min 40 s |
| Médaille d'argent  | Julio Martínez Rafael Quevedo | Espagne  | 2 h 25 min 50 s |
| Médaille de bronze | Dolph te Linde Edwin de Nijs  | Pays-Bas | 2 h 26 min 06 s |

| Rang               | Athlète                             | Pays    | Temps           |
| ------------------ | ----------------------------------- | ------- | --------------- |
| Médaille d'or      | Kornélia Szonda Renata Csay         | Hongrie | 2 h 39 min 03 s |
| Médaille d'argent  | Bernadett Hudy Orsolya Harkai       | Hongrie | 2 h 45 min 09 s |
| Médaille de bronze | Barbara Przybylska Magdalena Sendal | Pologne | 2 h 49 min 18 s |

#### C1
| Rang               | Athlète       | Pays               | Temps           |
| ------------------ | ------------- | ------------------ | --------------- |
| Médaille d'or      | Radoslav Rus  | Slovaquie          | 3 h 02 min 13 s |
| Médaille d'argent  | Pál Pétervári | Hongrie            | 3 h 02 min 39 s |
| Médaille de bronze | Pavel Bednar  | République tchèque | 3 h 03 min 18 s |

#### C2
| Rang               | Athlète                     | Pays    | Temps           |
| ------------------ | --------------------------- | ------- | --------------- |
| Médaille d'or      | Attila Gyore Edvin Csabai   | Hongrie | 2 h 50 min 50 s |
| Médaille d'argent  | István Koncz Aron Gajarszki | Hongrie | 2 h 53 min 33 s |
| Médaille de bronze | Hervé Maigrot Zsolt Gilányi | France  | 2 h 55 min 29 s |

### Junior

#### K1
| Rang               | Athlète       | Pays    | Temps           |
| ------------------ | ------------- | ------- | --------------- |
| Médaille d'or      | David Varga   | Hongrie | 1 h 27 min 16 s |
| Médaille d'argent  | Neil Fleming  | Irlande | 1 h 27 min 18 s |
| Médaille de bronze | Balazs Botond | Hongrie | 1 h 27 min 19 s |

| Rang               | Athlète         | Pays        | Temps           |
| ------------------ | --------------- | ----------- | --------------- |
| Médaille d'or      | Jenny Spencer   | Royaume-Uni | 1 h 38 min 48 s |
| Médaille d'argent  | Nikolett Bartha | Hongrie     | 1 h 39 min 23 s |
| Médaille de bronze | Joana Sousa     | Portugal    | 1 h 39 min 24 s |

#### K2
| Rang               | Athlète                          | Pays     | Temps           |
| ------------------ | -------------------------------- | -------- | --------------- |
| Médaille d'or      | Zoltán Gál Gergely Szabo         | Hongrie  | 1 h 19 min 56 s |
| Médaille d'argent  | Tibor Stér Gábor Sasvári         | Hongrie  | 1 h 21 min 09 s |
| Médaille de bronze | Mauricio Vieira Ricardo Oliveira | Portugal | 1 h 22 min 59 s |

| Rang               | Athlète                       | Pays    | Temps           |
| ------------------ | ----------------------------- | ------- | --------------- |
| Médaille d'or      | Gabriella Szabó Linda Benedek | Hongrie | 1 h 30 min 00 s |
| Médaille d'argent  | Isa Ed Frida Creutzberg       | Suède   | 1 h 31 min 18 s |
| Médaille de bronze | Szilvia Haller Renata Farago  | Hongrie | 1 h 32 min 14 s |

#### C1
| Rang               | Athlète        | Pays      | Temps           |
| ------------------ | -------------- | --------- | --------------- |
| Médaille d'or      | Balázs Kosdi   | Hongrie   | 1 h 40 min 13 s |
| Médaille d'argent  | Péter Kosdi    | Hongrie   | 1 h 40 min 48 s |
| Médaille de bronze | Ľubomír Hagara | Slovaquie | 1 h 46 min 42 s |

## Tableau des médailles
| Rang  | Nation             | Or | Argent | Bronze | Total |
| ----- | ------------------ | -- | ------ | ------ | ----- |
| 1     | Hongrie            | 3  | 4      | 0      | 7     |
| 2     | Espagne            | 1  | 2      | 0      | 3     |
| 3     | Italie             | 1  | 0      | 0      | 1     |
| -     | Slovaquie          | 1  | 0      | 0      | 1     |
| 5     | France             | 0  | 0      | 1      | 1     |
| -     | Norvège            | 0  | 0      | 1      | 1     |
| -     | Pays-Bas           | 0  | 0      | 1      | 1     |
| -     | Pologne            | 0  | 0      | 1      | 1     |
| -     | République tchèque | 0  | 0      | 1      | 1     |
| -     | Suède              | 0  | 0      | 1      | 1     |
| Total | Total              | 6  | 6      | 6      | 18    |